# Schausia leona
Schausia leona är en fjärilsart som beskrevs av William Schaus 1893. Schausia leona ingår i släktet Schausia och familjen nattflyn. Inga underarter finns listade.